# Alexandre Burrows
Alexandre „Alex“ Ménard-Burrows (* 11. April 1981 in Pointe-Claire, Québec) ist ein ehemaliger kanadischer Eishockeyspieler und derzeitiger -trainer, der im Verlauf seiner aktiven Karriere zwischen 2000 und 2018 unter anderem 998 Spiele für die Vancouver Canucks und Ottawa Senators in der National Hockey League auf der Position des linken Flügelstürmers bestritten hat. Burrows zählt zu den wenigen Spielern, die ungedraftet über die Minor Leagues ECHL und American Hockey League den Weg in die NHL fanden und sich dort etablierten. Seine größten Erfolge waren die Teilnahme an den Finalspielen in den Stanley-Cup-Playoffs 2011 mit Vancouver sowie die Weltmeisterschaftsteilnahmen in den Jahren 2012 und 2014. Seit Februar 2021 ist er als Assistenztrainer der Canadiens de Montréal in der NHL tätig.

## Karriere

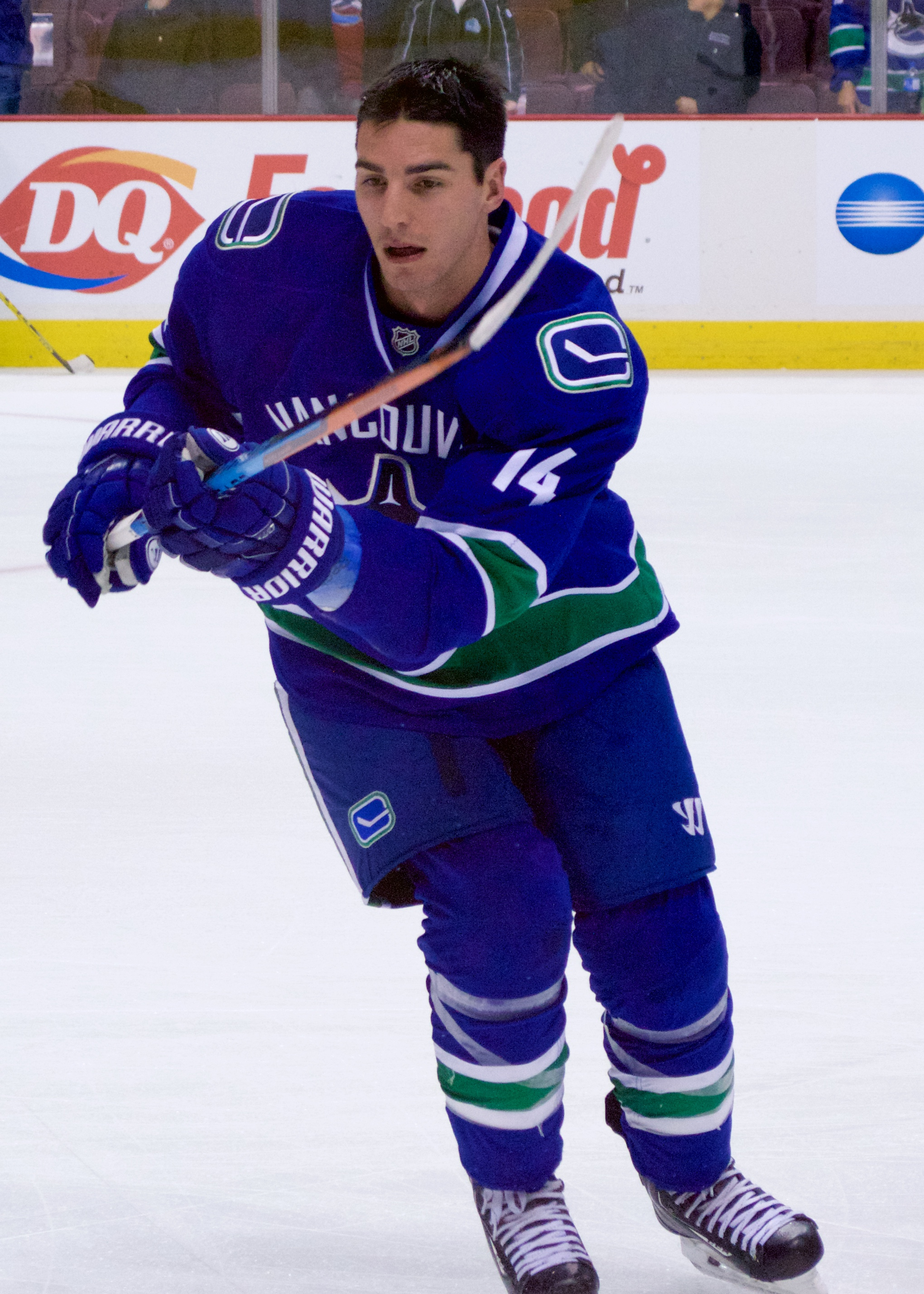
Burrows im Trikot der Vancouver Canucks

Burrows begann seine Karriere im Alter von 19 Jahren in der Québec Major Junior Hockey League mit den Cataractes de Shawinigan. Nachdem er nicht für den NHL Entry Draft 2002 berücksichtigt worden war, wechselte er für die Saison 2002/03 zu den Greenville Grrrowl in die East Coast Hockey League. Später in der Saison wechselte er abermals den Verein, diesmal zu den Baton Rouge Kingfish. Für beide Vereine erzielte er in seiner ersten Saison 32 Punkte in 66 Spielen. In der darauffolgenden Saison 2003/04 kam Burrows zu den Columbia Inferno, dem damaligen ECHL-Farmteam der Vancouver Canucks, und steigerte sich dort auf 29 Tore und 73 Punkte in einer Saison. Früh in derselben Saison unterschrieb Burrows bei den Manitoba Moose in der American Hockey League, wo er zwei Spiele absolvierte, bevor er wieder zurück nach Columbia geschickt wurde.
Burrows aggressive Spielweise brachte ihm einen Vertrag mit den Vancouver Canucks ein, den er am 9. November 2005 unterzeichnete. Er war bereits zuvor in Trainingscamp für die Saison 2005/06 eingeladen worden, wurde nach der Evaluation des Camps wieder zu den Moose zurückgeschickt. Am 2. Januar 2006 wurde Burrows zum ersten Mal für ein NHL-Spiel in den Canucks-Kader berufen und hat sich seitdem bei den Canucks etabliert. Nach zwei Spielzeiten, in denen er jeweils neue persönliche Karriererekorde in der NHL aufstellte, wurde er in der Saison 2008/09 von der Professional Hockey Writers’ Association als Canucks-Kandidat für die Bill Masterton Memorial Trophy nominiert. Die Saison selbst schloss er mit einem neuen Karrierehoch ab, erzielte 28 Tore und 23 Assists. In der Saison 2009/10 übertraf er seine Vorjahreswerte und schoss in 82 Spielen 35 Tore, gab 32 Torvorlagen und sammelte 67 Punkte. Dies blieb seine beste Spielzeit im Trikot der Canucks, für die er ohne Unterbrechung bis zum Februar 2017 spielte. Der 35-Jährige wurde schließlich im Tausch für den schwedischen Nachwuchsspieler Jonathan Dahlén zu den Ottawa Senators transferiert. Einen Tag nach dem Transfer einigte er sich mit den Senators auf eine Verlängerung seines Vertrags um zwei Jahre bis zum Sommer 2019.
Nach einem durchwachsenen Jahr für den kanadischen Hauptstadtklub, in dem Burrows in 71 Saisoneinsätzen lediglich 14 Scorerpunkte beisteuern konnte, setzte ihn das Management im Juni 2018 gemäß den Regularien auf den Waiver, um ihm das letzte Jahr seines Vertrages ausbezahlen zu können. Wenige Tage später gab der 37-Jährige nach 998 Einsätzen in der NHL seinen Rückzug aus dem Profisport bekannt. Anschließend übernahm er den Assistenztrainerposten der Rocket de Laval aus der American Hockey League. Im Februar 2021 wurde er innerhalb der Organisation zum Assistenztrainer der Canadiens de Montréal befördert.

### International
Auf internationaler Ebene repräsentierte Burrows sein Heimatland bei den Weltmeisterschaften 2012 im finnischen Helsinki und schwedischen Stockholm sowie 2014 im belarussischen Minsk. Bei beiden Turnieren belegten die Kanadier den fünften Rang im Abschlussklassement.

## Erfolge und Auszeichnungen
- 2004 Teilnahme am ECHL All-Star Game
- 2025 Aufnahme in die ECHL Hall of Fame

## Karrierestatistik

### International
Vertrat Kanada bei:
- Weltmeisterschaft 2012
- Weltmeisterschaft 2014

(Legende zur Spielerstatistik: Sp oder GP = absolvierte Spiele; T oder G = erzielte Tore; V oder A = erzielte Assists; Pkt oder Pts = erzielte Scorerpunkte; SM oder PIM = erhaltene Strafminuten; +/− = Plus/Minus-Bilanz; PP = erzielte Überzahltore; SH = erzielte Unterzahltore; GW = erzielte Siegtore; 1 Play-downs/Relegation; Kursiv: Statistik nicht vollständig)